# Tanjung Jati (Cukuh Balak)
Tanjung Jati is een bestuurslaag in het regentschap Tanggamus van de provincie Lampung, Indonesië. Tanjung Jati telt 257 inwoners (volkstelling 2010).